# Les Eaux mêlées
Les Eaux mêlées est un roman de Roger Ikor publié le 18 mars 1955 aux éditions Albin Michel et ayant obtenu le prix Goncourt la même année. Le livre, deuxième tome d'une chronique familiale juive d'exilés en France, est la suite de La Greffe de printemps (1955) formant un diptyque intitulé « Les Fils d'Avrom ».

## Résumé
Yankel Mykhanowizki a fui la Russie des pogroms et s'est installé à Paris où il découvre un monde, un mode de vie nouveaux. Esprit ouvert, il ne songe plus qu'à devenir un Français comme les autres, sans rien renier de ce qu'il est. L'arrivée de sa femme Hanné donne un coup d'arrêt à ce processus d'assimilation et c'est seulement dans son fils Simon que se réalise son rêve d'être un enfant de la terre de France.

## Adaptation
Ce roman a été adapté pour la télévision en 1969 par Jean Kerchbron dans le téléfilm homonyme.

## Éditions
- Éditions Albin Michel, 1955[3]
- Librairie générale française, coll. « Le Livre de poche » no 1963, 1966, rééd. 1992.